# Phillipa Soo
Phillipa Soo (/ fɪlɪpə /; ur. 31 maja 1990 w Libertyville) – amerykańska aktorka i piosenkarka.
Występowała w roli Elizy Schuyler Hamilton w broadwayowskim musicalu Hamilton, dzięki której została nominowana do Tony Award 2016 w kategorii Tony Award for Best Actress in a Musical. Grała także Nataszę Rostova z musicalu Natasha, Pierre & The Great Comet of 1812, oraz tytułową rolę w Amélie, w której Soo gra na Broadwayu od 2017 roku.
Występowała także w musicalu The Parisian Woman, który był wystawiany od listopada 2017 do marca 2018 roku.

## Życie prywatne
W lutym 2016 roku zaręczyła się z aktorem Stevenem Pasquale.  24 sierpnia 2017 roku wzięli ślub.

## Teatr
| Lata    | Produkcja                                 | Rola                        | Miejsce                     | Kategoria        |
| ------- | ----------------------------------------- | --------------------------- | --------------------------- | ---------------- |
| 2012    | Natasha, Pierre & The Great Comet of 1812 | Natasza Rostowa             | Ars Nova                    | Off-off-Broadway |
| 2013–14 | Natasha, Pierre & The Great Comet of 1812 | Natasza Rostowa             | Kazino Meatpacking District | Off-Broadway     |
| 2015    | Hamilton                                  | Elizabeth Schuyler Hamilton | The Public Theater          | Off-Broadway     |
| 2015–16 | Hamilton                                  | Elizabeth Schuyler Hamilton | Richard Rodgers Theatre     | Broadway         |
| 2016–17 | Amélie                                    | Amélie Poulain              | Ahmanson Theatre            | Pre-Broadway     |
| 2017    | Amélie                                    | Amélie Poulain              | Walter Kerr Theatre         | Broadway         |
| 2017–18 | The Parisian Woman                        | Rebecca                     | Hudson Theatre              | Broadway         |

## Filmografia
| Rok  | Tytuł                | Rola          | Komentarz                      |
| ---- | -------------------- | ------------- | ------------------------------ |
| 2013 | Keep The Change      | Karen         | film krótkometrażowy           |
| 2013 | Smash                | Lexi          | serial telewizyjny, 5 odcinków |
| 2014 | Dangerous Liaisons   | Nia           | film telewizyjny               |
| 2016 | Vaiana: Skarb oceanu | różne postaci | rola głosowa                   |
| 2021 | Lekomania            | Amber Collins | miniserial, 7 odcinków         |